# Kang Min-ah
Kang Min-ah, née le 20 mars 1997, est une actrice sud-coréenne. Elle est surtout connue pour ses rôles dans les séries télévisées Schoolgirl Detectives (2014) et True Beauty (2020-2021).

## Filmographie

### Télévision
- 2012 : Love, My Love : Yeo Eui-joo
- 2013 : Jang Ok-jung, Living by Love : Jang Ok-jung (jeune)[2]
- 2014 : Schoolgirl Detectives : Yoon Mi-do
- 2015 : Cheer Up! : Park Da-mi
- 2016 : Tomorrow Boy : Jo Ah-ra
- 2016 : Hey Ghost, Let's Fight : Eun-sung
- 2016 : Drama Special - A World Without Nineteen : Yoon Seo-kyung
- 2017 : Between Friendship and Love  : Yeo Yoo-jung
- 2017-2018 : Modulove (Everybody's Romance) : Kang Min-ah
- 2019 : Love as you taste : Hong Cho-i
- 2019 : A-TEEN 2 : Cha Ah-hyun
- 2019 : Monchouchou Global house : Kang Yu-na
- 2020 : The Temperature Of Language: Our Nineteen :  Han Yu-ri
- 2020 : The Memorist : Sul Cho-won
- 2020-2021 : True Beauty : Choi Soo-a
- 2021 : Beyond Evil : Kang Min-jung
- 2021 : At A Distance Spring Is Green  : Kim So-bin